# 河目正平
河目 正平（かわめ しょうへい、1849年12月26日（嘉永2年11月12日） - 1890年（明治23年）8月6日）は、三河国碧海郡熊村（現在の愛知県刈谷市）出身の教育者。
刈谷市熊野町の安養寺には石碑「河目正平先生之碑」がある。

## 経歴

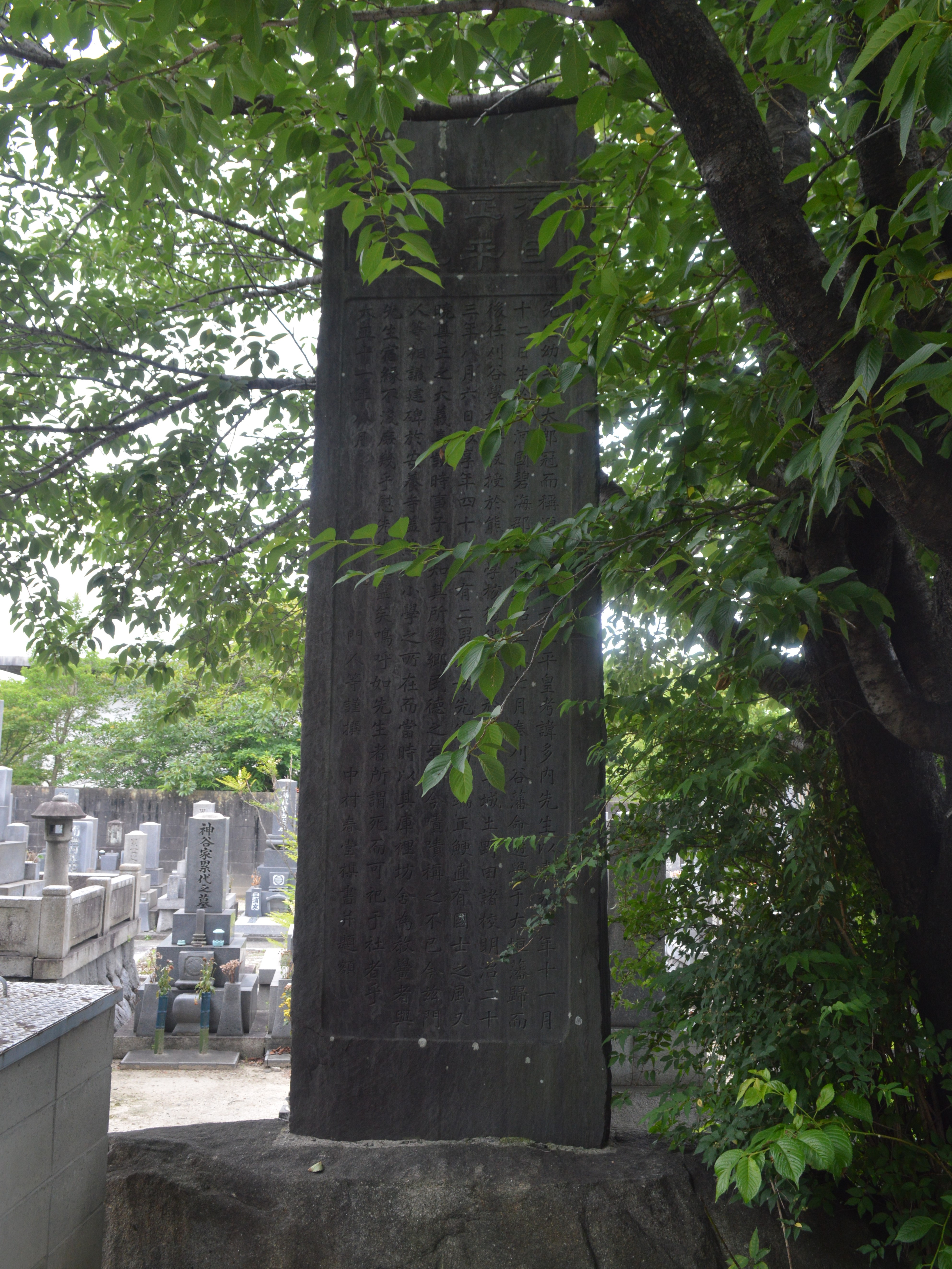
河目正平先生之碑

### 青年期
1849年（嘉永2年）11月12日、河目正平は三河国碧海郡熊村（現在の愛知県刈谷市）に生まれた。幼名は幸太郎であり、後に源吾と称し、やがて正平に改めた。

### 教育者
刈谷藩の藩校である文礼館の教師を務めていた。明治維新期の1870年（明治3年）7月、刈谷藩の命で大垣藩に遊学し、帰郷すると刈谷学校（現・刈谷市立亀城小学校）、熊村学校、高浜学校（現・高浜市立高浜小学校）、野田学校（現・刈谷市立双葉小学校）で教員を務めた。1890年（明治23年）8月6日に40歳で死去した。河目には二男二女があった。

### 死後
1922年（大正11年）8月、門人らによって安養寺に石碑「河目正平先生之碑」が建立された。

## 家族
河目正平の子には河目揆一や河目悌二などがいる。長男の河目揆一は1914年（大正3年）まで小高原尋常小学校（現・刈谷市立小高原小学校）の校長を務め、1914年（大正3年）から明治第四尋常小学校（後の和泉小学校、現・安城市立丈山小学校）の校長を務めた。
二男の河目悌二は1889年（明治22年）8月6日に生まれ、1913年（大正2年）に東京美術学校（現・東京芸術大学）洋画科を卒業すると、小林商店（現・ライオン）などで図案家として活躍した。1937年（昭和12年）に小林商店を退社し、戦中にも児童誌の挿絵画家として活動した。